# Errico D'Amico
Errico D'Amico (Castel Frentano, 29 gennaio 1911 – Lanciano, 21 giugno 1985) è stato un politico italiano, ex sindaco di Lanciano e senatore per due legislature.

## Biografia
È stato dirigente diocesano dell'Azione Cattolica e insegnante di scuola elementare; presidente del Circolo ACLI, costituì nel 1964 l'AIMC (Associazione italiana maestri cattolici) e l'Ente Morale per la Protezione del Fanciullo.
Impegnato in politica con la Democrazia Cristiana, è stato consigliere, assessore, vicesindaco e poi sindaco di Lanciano per 10 anni. 
Consigliere regionale dal 1975 al 1976, in tale anno viene eletto senatore della Repubblica nel collegio Lanciano-Vasto; conferma il proprio seggio al Senato anche alle elezioni del 1979, rimanendo in carica fino al 1983.
Muore all'età di 74 anni, il 21 giugno 1985. Gli è poi stata dedicata, a Lanciano, la piazza del terminal bus, nota come Piazza della Pietrosa, una scuola materna e a Castel Frentano la Villa comunale.